# Réseau d'oléoducs Trans Mountain
Le réseau d'oléoducs Trans Mountain de l'entreprise Kinder Morgan (anciennement oléoduc Terasen), est le seul oléoduc qui transporte le pétrole brut et le pétrole raffiné de l'Alberta à la côte de la Colombie-Britannique à travers les Rocheuses. Le réseau est actuellement constitué d'un oléoduc en usage depuis 1953.
En 2013, la compagnie a entrepris des démarches d'agrandissement (projet d'ajout d'un second système d'oléoduc en parallèle pour le transport de bitume dilué. Le projet d'extension du réseau, soit 980 km d'oléoduc et 12 nouvelles stations de pompage, devait faire passer la capacité du réseau de 300 000 à 890 000 barils par jour. En avril 2018, à la suite de l'opposition de la Colombie-Britannique, et à un recours juridique déposé par les communautés amérindiennes autochtones étudié par la Cour suprême de Colombie-Britannique, le groupe Kinder Morgan a annoncé suspendre ce projet sauf si une entente entre les parties prenantes est obtenue avant le 31 mai
.

## Historique

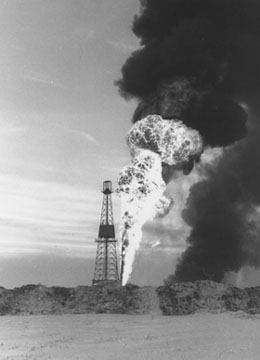
Puits Leduc No. 1 dans les années 1950

La construction d'un oléoduc entre l'Alberta à la Colombie-Britannique est envisagée pour la première fois après la découverte du grand gisement Leduc No. 1. La demande accrue pour le pétrole à la fois en Asie, sur la côte de la Colombie-Britannique et aux États-Unis. L'Invasion de la Corée par l'armée américaine est également un facteur stratégique important pour la construction de l'oléoduc.  
Le 21 mars 1951, l'entreprise Trans Mountain Pipeline est créée par une loi spéciale du parlement. Le même jour, l'entreprise dépose un projet d'oléoduc devant la Commission des transports du Canada. La propriété de l'entreprise était partagée à l'époque entre la filière canadienne de Bechtel et Standard Oil.
La construction de l'oléoduc a débuté en février 1952, peu après son approbation. C'est Bechtel qui fut responsable de la conception et de la construction du projet. 
L'oléoduc fut mis en service le 17 octobre 1953. La construction aura coûté 93 millions de dollars,.
En 2004, l'entreprise Kinder Morgan a débuté la planification de la construction d'un deuxième tuyau en parallèle avec le réseau existant entre Hinton en Alberta et Hargreaves, en Colombie-Britannique. La construction de deux nouvelles stations de pompage fut nécessaire: la station Wolf près de Niton Junction en Alberta et la station Chappel près du Parc provincial des Pyramid Creek Falls. Le projet a été achevé en 2008 faisant passer la capacité du réseau de 260 000 à 300 000 barils par jour.

## Agrandissement du réseau Trans Mountain
En 2013, l'entreprise Kinder Morgan dépose une requête devant Office national de l'énergie du Canada pour la construction d'un deuxième pipeline à peu près parallèle à celui existant pour le transport de bitume dilué entre Edmonton, en Alberta, et Burnaby à l'est de Vancouver, en Colombie-Britannique.

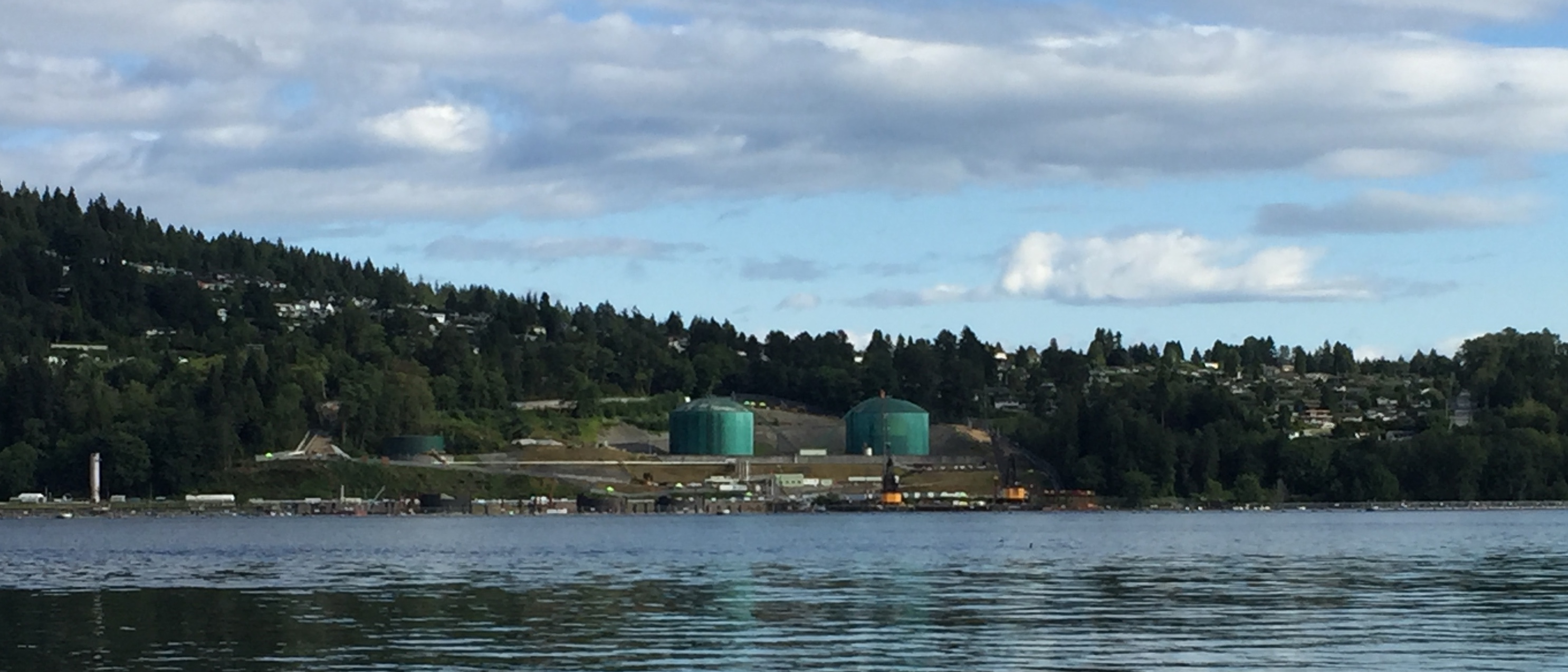
Site du terminal de l'oléoduc Trans Mountain à Burnaby sur la rive gauche de la baie de Burrard

Le projet est nommé Trans Mountain Pipeline Expansion Project. Il vise à étendre la capacité actuelle du réseau par la création d'un oléoduc double de 980 kilomètres ; cette expansion accroîtrait la capacité du système de 300 000 à de 890 000 barils par jour. Le projet nécessite également la construction 12 nouvelles stations de pompage. L'entreprise Kinder Morgan prétend que cet agrandissement permettrait de satisfaire la demande croissante aux États-Unis et, en particulier, en Asie. Le projet représente un investissement de 6,8 milliards de dollars et permettrait d'achever la connexion entre le Comté de Strathcona en Alberta et la ville de Burnaby en Colombie-Britannique.
Kinder Morgan a reçu le soutien de plusieurs grandes entreprises pétrolières pour réaliser le projet (BP Canada Energy Trading Co., Ressources Naturelles Canada, Canadian Oil Sands Ltd., Cenovus Energy Inc., Devon Canada Corporation, Husky Energy Marketing Inc., Imperial Oil Ltd., Nexen Marketing Inc., Statoil Canada Ltd., Suncor Energy Marketing Inc., Produits Suncor Énergie, De Partenariat, Tesoro, Raffinage & Marketing Co. et Total E&P Canada Ltd[réf. nécessaire]).
En 2016, le Gouvernement de la Colombie-Britannique s'est opposé à l'agrandissement du réseau Trans Mountain parce que Kinder Morgan n'a pas fourni suffisamment d'informations sur son programme de prévention des déversements.

Le 29 novembre 2016, le gouvernement du Canada a annoncé l'approbation de l'oléoduc sous réserve de 157 conditions juridiquement contraignantes. Selon le gouvernement, le projet permettra de créer environ 15 000 nouveaux emplois.
En 2018, le gouvernement canadien annonce vouloir racheter l'ensemble de l'oléoduc pour 4,5 milliards de dollars canadiens.
Les actionnaires de la compagnie américaine Kinder Morgan – jusque-là propriétaire de l’oléoduc – ont approuvé le 30 août 2018, à 99,98 % la vente de ce pipeline au gouvernement canadien. Ottawa devait conclure cette cession le 31 août.
La cour d’appel fédérale canadienne a ordonné, jeudi 30 août, la suspension du projet d’extension de l’oléoduc 
.

### Controverse

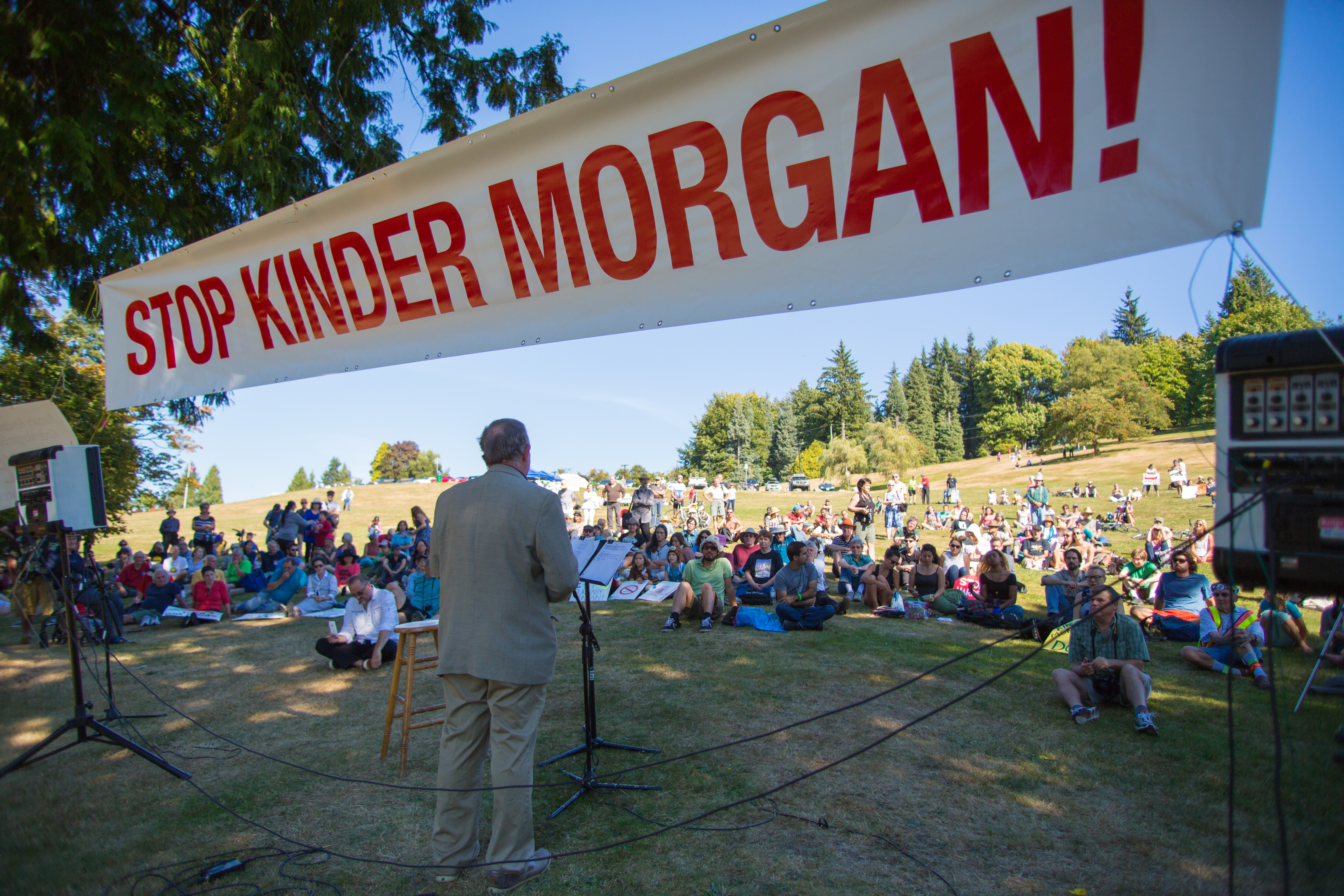
Le maire de Burnaby Derek Corrigan s'adresse à la foule rassemblée au Burnaby Mountain Park contre l'agrandissement de l'oléoduc Trans Mountain.

Le débat autour de l'agrandissement de l’oléoducTrans Mountain de l'entreprise Kinder Morgan sème la controverse principalement parce que le réseau a connu plusieurs incidents écologiques par le passé, notamment :
- À Abbotsford en 2005 : la rupture de l'oléoduc entraîne le déversement de 210 000 litres de pétrole brut. Le Bureau de la sécurité des transports du Canada émet un rapport en 2007 critiquant le temps de réponse de la compagnie Kinder Morgan; la ligne entre le parc de stockage de Sumas et la station de pompage de Sumas n'était pas dotée d'un système de détection des fuites[11].
- À Burnaby en 2007 : des travaux routiers entraînent la rupture de l'oléoduc entraînant le déversement de 250 000 litres de pétrole brut dans la baie Burrard via le réseau d'égout pluvial de la ville de Burnaby. Onze maisons furent recouvertes de pétrole et environ 250 résidents furent évacués; le nettoyage prit plus d'un an. Le Bureau de la sécurité des transports du Canada a conclu que l'accident était la faute de Kinder Morgan qui n'a pas informé les travailleurs de la présence de l'oléoduc avant qu'ils débutent les travaux[12].
- À Burnaby en 2009 : 200 000 litres de pétrole brut provenant d'un réservoir de stockage s'infiltrent dans le bassin de confinement du parc de stockage de Burnaby Mountain[13].
- À Sumas en 2012 : 110 000 litres de pétrole se déversent du réservoir de Sumas Mountain. Le gel de l'eau a exercé une trop grande pression sur un joint d'étanchéité. L'Office national de l'énergie a conclu dans son enquête que « la fuite a été détectée plus tard qu'elle aurait dû l'être », que la gestion de crise de Kinder Morgan était « inadéquate » et que l'opérateur « n’a pas su reconnaître la présence d'un déversement ». Trois alarmes et une rotation du personnel ont eu lieu avant que quelqu'un ne soit envoyé pour enquêter[14],[15].
- À Abbotsford (Station de Sumas) en 2020 : le nombre de litres de pétrole déversés est estimé entre 150 000 et 190 000. La fuite a été causée par un défaut se trouvant dans un tuyau de 2,5 centimètres de diamètre qui était connecté au réseau principal. D'après une étude, cet incident n'était pas dangereux pour la population. L’incident provoque toutefois la fermeture temporaire du réseau.

Une étude menée par l'Université Simon Fraser affirme que Kinder Morgan a surestimé les avantages économiques de l'agrandissement du réseau. Ainsi, le rapport de Kinder Morgan ne prend pas en compte la réduction des indices WTI et Brent à long terme en raison de la croissance de la production de pétrole aux États-Unis et des exportations.
Le réseau existant et son agrandissement projeté entrainent le transport du bitume dilué à travers le détroit de Juan de Fuca, une région écologique extrêmement vulnérable. Les pétroliers doivent traverser un canal très étroit en eau peu profonde pour atteindre la mer.

### Opposition et manifestations

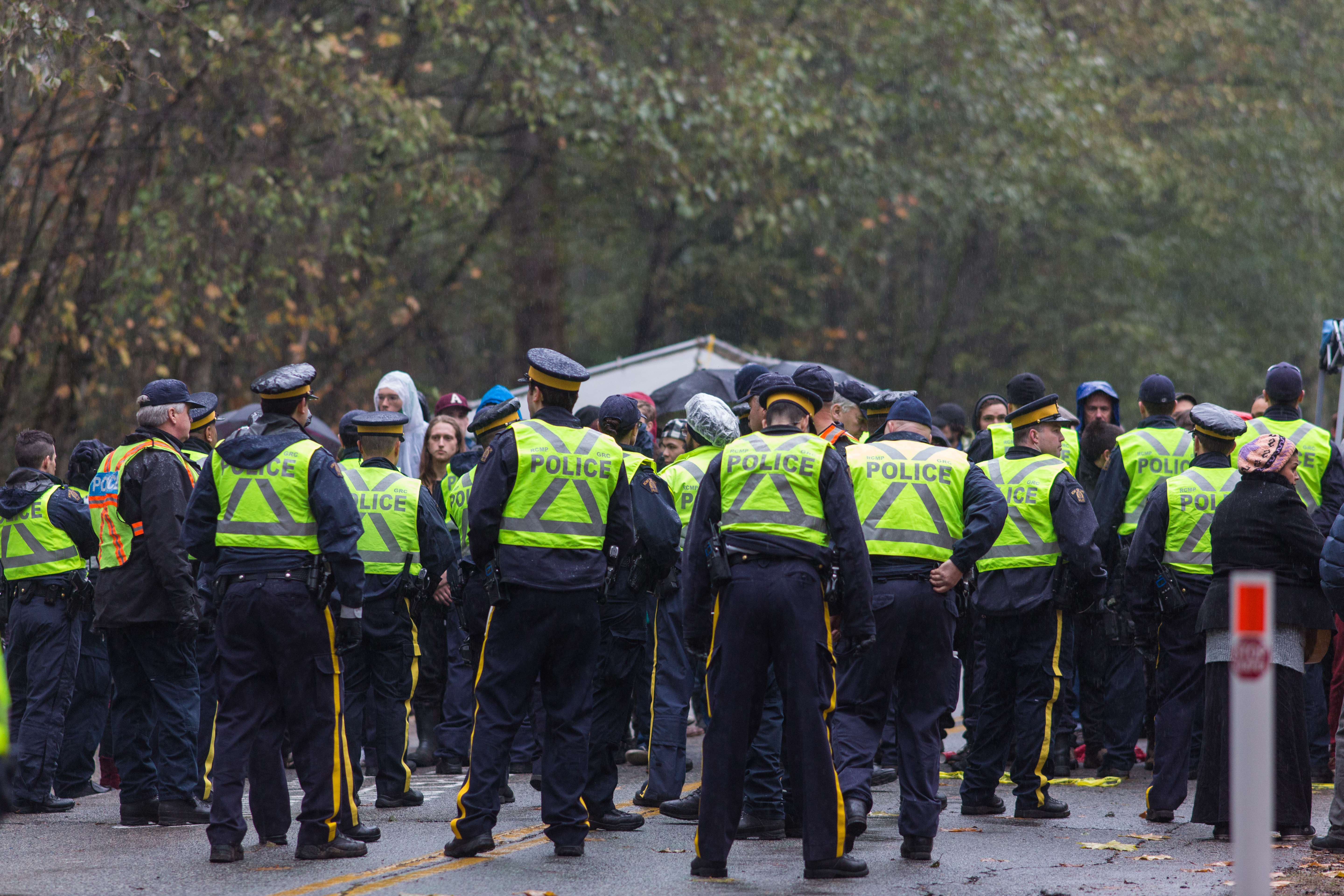
Policiers de la GRC entourant des citoyens au Burnaby Mountain Park en novembre 2014.

Le projet d'agrandissement est confronté à une forte opposition de la part des villes et municipalités, des Premières Nations, des citoyens soucieux de l'environnement, entre autres. Des manifestations eurent lieu en novembre 2014 contre les levés topographiques de Kinder Morgan.
Les membres des Premières Nations Squamish et Tsleil-Waututh de la Colombie-Britannique ont pagayé en canoë sur les eaux de la baie Burrard en septembre 2012 jusqu'au terminal de Kinder Morgan à Burnaby pour manifester contre l'expansion du réseau de Trans Mountain dans le Nord de Vancouver. Les chefs Tsleil-Waututh espèrent pouvoir arrêter le projet.